# Гран-при Австралии 1998 года
Гран-при Австралии 1998 года — первый этап чемпионата Мира по автогонкам в классе Формула-1 сезона 1998 года прошёл на трассе в Альберт-парк в Мельбурне, Австралия, 8 марта.

## Квалификация
| Место | №  | Гонщик                 | Команда             | Время    |
| ----- | -- | ---------------------- | ------------------- | -------- |
| 1     | 8  | Мика Хаккинен          | McLaren-Mercedes    | 1:30,010 |
| 2     | 7  | Дэвид Култхард         | McLaren-Mercedes    | 1:30,053 |
| 3     | 3  | Михаэль Шумахер        | Ferrari             | 1:30,767 |
| 4     | 1  | Жак Вильнёв            | Williams-Mecachrome | 1:30,919 |
| 5     | 15 | Джонни Херберт         | Sauber-Petronas     | 1:31,384 |
| 6     | 2  | Хайнц-Харальд Френтцен | Williams-Mecachrome | 1:31,397 |
| 7     | 5  | Джанкарло Физикелла    | Benetton-Playlife   | 1:31,733 |
| 8     | 4  | Эдди Ирвайн            | Ferrari             | 1:31,767 |
| 9     | 10 | Ральф Шумахер          | Jordan-Mugen-Honda  | 1:32,392 |
| 10    | 9  | Деймон Хилл            | Jordan-Mugen-Honda  | 1:32,399 |
| 11    | 6  | Александр Вурц         | Benetton-Playlife   | 1:32,726 |
| 12    | 14 | Жан Алези              | Sauber-Petronas     | 1:33,240 |
| 13    | 20 | Тораносукэ Такаги      | Tyrrell-Ford        | 1:33,291 |
| 14    | 18 | Рубенс Баррикелло      | Stewart-Ford        | 1:33,383 |
| 15    | 12 | Ярно Трулли            | Prost-Peugeot       | 1:33,739 |
| 16    | 17 | Мика Сало              | Arrows              | 1:33,297 |
| 17    | 23 | Эстебан Туэро          | Minardi-Ford        | 1:34,646 |
| 18    | 19 | Ян Магнуссен           | Stewart-Ford        | 1:34,906 |
| 19    | 20 | Рикарду Россет         | Tyrrell-Ford        | 1:35,119 |
| 20    | 16 | Педру Динис            | Arrows              | 1:35,140 |
| 21    | 14 | Оливье Панис           | Prost-Peugeot       | 1:35,215 |
| 22    | 22 | Синдзи Накано          | Minardi-Ford        | 1:35,301 |

## Гонка
Во время свободных заездов гонщики McLaren не слишком старались поразить соперников сверхскоростями, явно сдерживая себя и свои машины. Первую практику с приличным преимуществом выиграл Михаэль Шумахер, а во второй Мика Хаккинен был лишь четвёртым. Но квалификация расставила все на свои места — поул достался Мике Хаккинену, сумевшего опередить на 0,043 секунды своего партнёра по команде, Дэвида Култхарда. А вот показавший третье время Михаэль Шумахер проиграл паре McLaren аж 0,7 секунды.
Когда погасли огни светофора, сигнализировавшие о начале нового сезона, Хаккинен и Култхард отлично стартовали и остались на лидирующих позициях, а за ними расположился Михаэль Шумахер на Ferrari. Немец решился на атаку шотландца, когда тот зацепил траву во втором повороте, но гонщику McLaren удалось отбить атаки двукратного, на тот момент, чемпиона мира и остаться вторым. Затем Михаэль потерял темп, и ему на хвост мгновенно сел ещё один чемпион мира, Жак Вильнёв. Впрочем, Williams с прошлогодним мотором Renault под названием Mecachrome оказался намного медленнее Ferrari, и действующий чемпион мира так и остался позади.
По окончании первого круга разрыв между Хаккиненом и Култхардом составлял 1,5 секунды, Шумахер отставал от финна на 2,8 секунды, а Вильнёв проигрывал все 4,2. А по окончании пятого круга «серебряные стрелы» и вовсе остались в гордом одиночестве, так как двигатель на машине Михаэля Шумахера приказал долго жить. Немец сошёл недалеко от выезда из боксов и нервно выбросил руль. Сезон начался совсем не так, как того хотелось бы Михаэлю.
После схода Шумахера стало ясно, что с McLaren бороться за победу просто некому. Ближайшим преследователем Хаккинена и Култхарда стал Жак Вильнёв, который, выбрав консервативную стратегию с одним пит-стопом, проигрывал «серебряным стрелам» по три секунды с круга.
Таким образом, основная борьба и интрига гонки, развернулась за третье место, на которое претендовали сразу пятеро гонщиков; Жак Вильнёв, Джанкарло Физикелла, Джонни Херберт, Хайнц-Харальд Френтцен и Эдди Ирвайн. Но на 36 круге оживление на трибунах и перед экранами телевизоров вызвал Дэвид Култхард, неожиданно оказавшийся на первой позиции. До этого шотландец спокойно ехал вторым, и не помышлял об атаке на своего напарника по команде, но Мика вдруг заехал на пит-лейн, где его никто не ждал. Позже говорили, что у финна возникли неполадки с радио, но бытовало и мнение, что проблемы, скорее, со слухом Хаккинена, который так и не восстановился полностью после серьёзнейшей аварии трёхлетней давности в Аделаиде.
Как бы там ни было, но в результате несвоевременного заезда на пит-лейн, Хаккинен потерял около 30 секунд, а вместе с ними, казалось, — и шансы на победу. Но надо отдать финну должное: Мика не позволил случившемуся выбить себя из равновесия. Вернувшись на трассу, он начал стремительно нагонять Култхарда, стабильно «нарезая» быстрые круги.
Но вскоре Дэвиду чётко дали понять, что Хаккинен потерял первое место по ошибке. И так Култхард, победивший в Мельбурне в 1997 году и лидировавший к тому моменту на протяжении 20 кругов, и в 1998 году мог бы без особого труда довести гонку до триумфального конца. Но, когда до финиша Гран-при оставалось меньше, чем три круга, Култхард, сняв ногу с акселератора на стартовой прямой, пропустил Хаккинена вперёд.
Ответ на вопрос, что же вынудило шотландца замедлиться, станет известным только после окончания гонки. Как оказалось, Рон Деннис, пытаясь избежать внутрикомандной борьбы, попросил Мику и Дэвида договориться между собой, дабы не выяснять отношения непосредственно во время гонки. Денниса вполне можно было понять — во время зимних тестов серебряно-чёрные McLaren-Mercedes MP4/13 оказались на голову сильнее всех конкурентов. И это тут же стало проблемой команды — гонщики, имевшие до того равный статус, могли не поделить лидерство, испортив тем самым весь чемпионат.
Понимая всю серьёзность сложившейся ситуации, Хаккинен и Култхард договорились, о том, что в гонке победит тот, кто первым войдёт в первый поворот. Стартовав с поула, спринт к первому виражу выиграл Хаккинен… Парадоксально, но если бы не ошибка Мики, общественности о существование договора между гонщиками McLaren ничего так бы и не было известно…
В тот день «Серебряные стрелы» Хаккинена и Култхарда более чем на круг обогнали выступавшего на Williams Хайнца-Харальда Френтцена, который, в свою очередь, смог обставить Эдди Ирвайна. Пятым финишную линию пересёк действующий чемпион мира, Жак Вильнёв, который после гонки честно признал, что проигрывать круг лидеру ему совсем не понравилось, а шестым пришёл на финиш гонщик Sauber Джонни Херберт.
| Место | С  | №  | Гонщик                 | Команда             | Ш | Круги | Время/причина схода | О  |
| ----- | -- | -- | ---------------------- | ------------------- | - | ----- | ------------------- | -- |
| 1     | 1  | 8  | Мика Хаккинен          | McLaren-Mercedes    | B | 58    | 1:31:45,996         | 10 |
| 2     | 2  | 7  | Дэвид Култхард         | McLaren-Mercedes    | B | 58    | +0,702              | 6  |
| 3     | 6  | 2  | Хайнц-Харальд Френтцен | Williams-Mecachrome | G | 57    | +1 круг             | 4  |
| 4     | 8  | 4  | Эдди Ирвайн            | Ferrari             | G | 57    | +1 круг             | 3  |
| 5     | 4  | 1  | Жак Вильнёв            | Williams-Mecachrome | G | 57    | +1 круг             | 2  |
| 6     | 5  | 15 | Джонни Херберт         | Sauber-Petronas     | G | 57    | +1 круг             | 1  |
| 7     | 11 | 6  | Александр Вурц         | Benetton-Playlife   | B | 57    | +1 круг             |    |
| 8     | 10 | 9  | Деймон Хилл            | Jordan-Mugen-Honda  | G | 57    | +1 круг             |    |
| 9     | 21 | 11 | Оливье Панис           | Prost-Peugeot       | B | 57    | +1 круг             |    |
| Сход  | 7  | 5  | Джанкарло Физикелла    | Benetton-Playlife   | B | 43    | Антикрыло           |    |
| Сход  | 41 | 14 | Жан Алези              | Sauber-Petronas     | G | 41    | Двигатель           |    |
| Сход  | 11 | 12 | Ярно Трулли            | Prost-Peugeot       | B | 26    | Коробка передач     |    |
| Сход  | 19 | 20 | Рикарду Россет         | Tyrrell-Ford        | G | 25    | Коробка передач     |    |
| Сход  | 16 | 17 | Мика Сало              | Arrows              | B | 23    | Коробка передач     |    |
| Сход  | 17 | 23 | Эстебан Туэро          | Minardi-Ford        | B | 22    | Двигатель           |    |
| Сход  | 22 | 22 | Синдзи Накано          | Minardi-Ford        | B | 8     | Полуось             |    |
| Сход  | 3  | 3  | Михаэль Шумахер        | Ferrari             | G | 5     | Двигатель           |    |
| Сход  | 20 | 16 | Педру Динис            | Arrows              | B | 2     | Коробка передач     |    |
| Сход  | 9  | 10 | Ральф Шумахер          | Jordan-Mugen-Honda  | G | 1     | Столкновение        |    |
| Сход  | 18 | 19 | Ян Магнуссен           | Stewart-Ford        | B | 1     | Столкновение        |    |
| Сход  | 13 | 21 | Тораносукэ Такаги      | Tyrrell-Ford        | G | 1     | Вылет               |    |
| Сход  | 14 | 18 | Рубенс Баррикелло      | Stewart-Ford        | B | 0     | Коробка передач     |    |

## Положение после Гран-при
| Место | Гонщик                 | Команда             | Очки |
| ----- | ---------------------- | ------------------- | ---- |
| 1     | Мика Хаккинен          | McLaren-Mercedes    | 10   |
| 2     | Дэвид Култхард         | McLaren-Mercedes    | 6    |
| 3     | Хайнц-Харальд Френтцен | Williams-Mecachrome | 4    |
| 4     | Эдди Ирвайн            | Ferrari             | 3    |
| 5     | Жак Вильнёв            | Williams-Mecachrome | 2    |
| 6     | Джонни Херберт         | Sauber-Petronas     | 1    |

| Место | Команда             | Очки |
| ----- | ------------------- | ---- |
| 1     | McLaren-Mercedes    | 16   |
| 2     | Williams-Mecachrome | 6    |
| 3     | Ferrari             | 3    |
| 4     | Sauber-Petronas     | 1    |

- Круги лидирования: Круг 1-23 Мика Хаккинен, Круг 24 Дэвид Култхард, Круг 25-35 Мика Хаккинен, круг 36-55 Дэвид Култхард, Круг 56-58 Мика Хаккинен.
- Первая победа Бриджстоун в Формуле-1.